# Jansenus burgeri
Jansenus burgeri är en insektsart som beskrevs av Imré Foldi 1997. Jansenus burgeri ingår i släktet Jansenus och familjen pärlsköldlöss.
Artens utbredningsområde är Thailand. Inga underarter finns listade i Catalogue of Life.